# M6-Wagen
Als M6-Wagen bezeichnet die belgische Bahn NMBS/SNCB von einem Konsortium der Hersteller Bombardier und Alstom zwischen 2002 und 2008 gebaute Doppelstockwagen. Die M6-Wagen werden vorrangig im belgischen Intercity-Netz eingesetzt und sind teilweise für Geschwindigkeiten bis 200 km/h zugelassen, aktuell jedoch auf 170 km/h beschränkt. Es existieren vier Varianten: M6 A bezeichnet Wagen der ersten Klasse, M6 B Wagen der zweiten Klasse, M6 BD Wagen mit Mehrzweckabteil und M6 Bx die Steuerwagen.

## Geschichte
Um die Kapazität ihrer Linien zu erhöhen und gleichzeitig bestehende Bahnsteige nicht verlängern zu müssen, entschloss sich die NMBS/SNCB im Sommer 1999 zu einer ersten Bestellung über 210 M6-Wagen. Die offizielle Präsentation des ersten Waggons fand am 14. Dezember 2001 statt. Die Inbetriebnahme der ersten M6-Wagen datiert auf den 19. November 2002 in Verstärkerzügen zur Hauptverkehrszeit zwischen Brüssel und Oostende; ursprüngliche Planungen sahen einen Einsatz bereits im Sommer 2002 vor, doch Probleme mit den Klimaanlagen der Wagen verhinderten dies. Ab dem 15. Dezember 2002 wurde die erste Intercity-Linie mit M6-Wagen bedient. Im Januar 2003, zwei Monate nach Inbetriebnahme, wurden die M6-Wagen aufgrund von Problemen an den Türen und an den Kupplungen kurzzeitig aus dem Verkehr gezogen; die betroffenen Umläufe wurden daraufhin mit M4-Wagen gefahren.

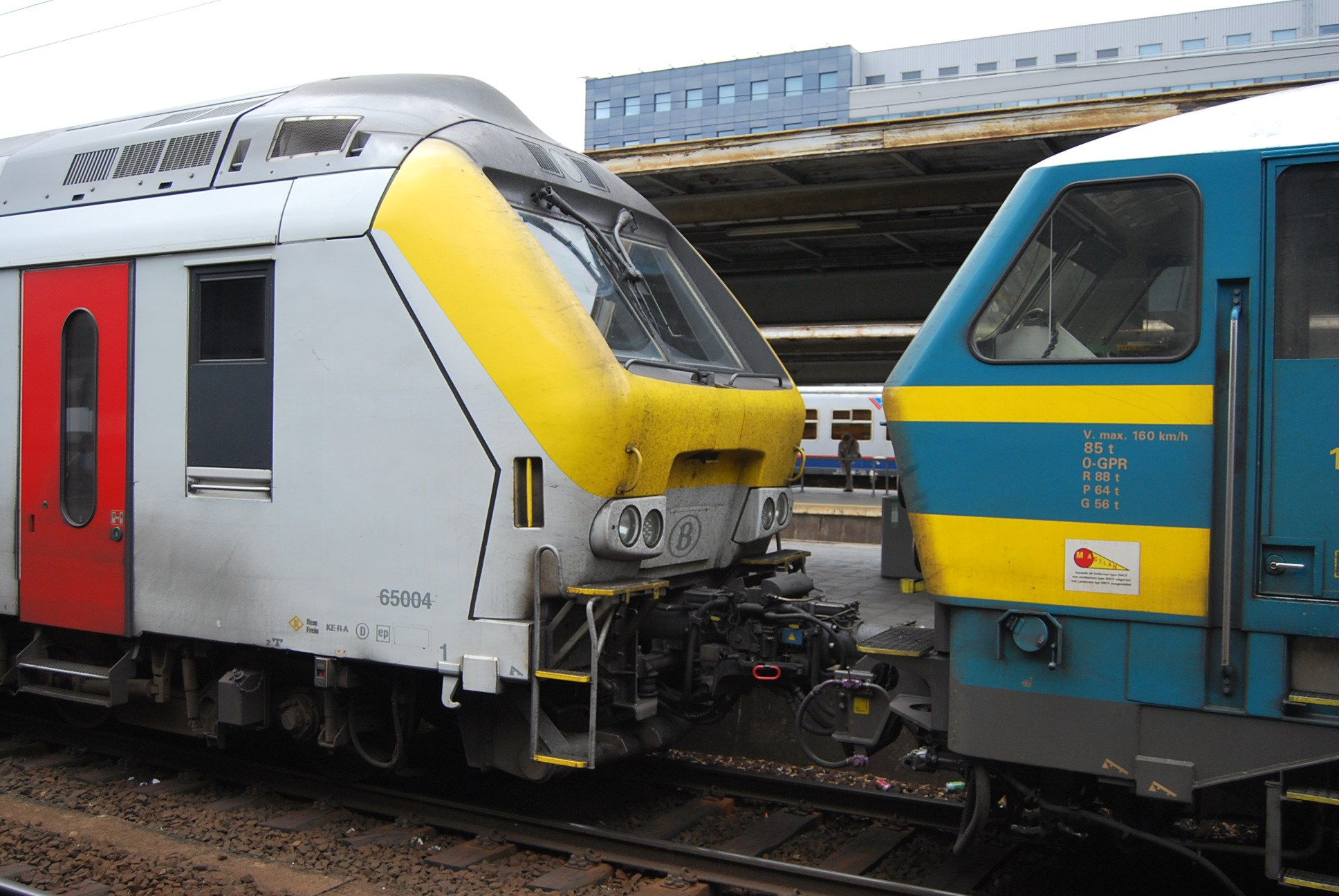
Eine Lokomotive der Reihe 27 verbunden mit einem Steuerwagen über +GF+-Kupplung

Bis 2004 wurden sukzessive mehrere Intercity-Linien teilweise oder ganz auf M6-Wagen umgestellt. Dabei wurden Lokomotiven der Reihe 20, der Reihe 21 und der Reihe 27 verwendet. Zunächst waren noch keine Steuerwagen vorhanden, sodass je eine Lokomotive an jedem Zugende vorhanden sein musste, um ein Umsetzen der Lokomotive am Zielbahnhof zu vermeiden. 2004 wurde ein zweiter Auftrag über 70 weitere M6-Wagen, davon 32 Steuerwagen, erteilt. Das Auftragsvolumen belief sich auf 179 Millionen Euro. Die dabei bestellten Wagen konnten Wendezüge mit Lokomotiven der Reihe 13 und 40 speziell für diesen Zweck umgerüsteten Lokomotiven der Reihe 27 bilden. Der erste Steuerwagen wurde am 20. August 2007 in Betrieb genommen.
2006 und 2007 wurden weitere Bestellungen über M6-Wagen getätigt. Beide Bestellungen waren Optionen aus dem ursprünglichen, 1999 geschlossenen Vertrag, die die NMBS/SNCB einlöste. Die Zahl der hergestellten M6-Wagen erhöhte sich in der Folgezeit auf 492.
Üblicherweise wird eine M6-Garnitur aus einem Wagen erster Klasse, einem Wagen mit Multifunktionsabteil und mehreren Wagen zweiter Klasse gebildet. Dabei werden bis zu 12 M6-Wagen aneinandergekoppelt. Ein solcher Zug besitzt 1572 Sitzplätze, ein Zug aus 12 vergleichbaren, aber einstöckigen I11-Wagen dagegen nur 920 Sitzplätze.
Seit dem 15. Dezember 2013 dürfen einige M6-Wagen mit bis zu 200 km/h verkehren. Betroffen sind 60 Wagen, davon 45 M6 B, 10 M6 A und 5 M6 BD. Die für 200 km/h zugelassenen Wagen verkehren zwischen Eupen und Ostende, zwischen Welkenraedt und Kortrijk sowie zwischen Brüssel und Visé und benutzen dabei die Schnellfahrstrecke HSL 2. Da keine für 200 km/h zugelassenen Steuerwagen vorhanden sind, befindet sich an jedem Ende des Zuges eine Lokomotive der Reihe 18. Doch schon drei Tage nach Beginn des Betriebs mit 200 km/h wurde die planmäßig gefahrene Geschwindigkeit auf 170 km/h reduziert; als Grund wurden Komforteinbußen der Reisenden genannt. Zwischenzeitlich wurden die Probleme  behoben, die Wagen verkehren im Fahrgastbetrieb mit 200 km/h.
Im Dezember 2015 unterschrieb die belgische Staatsbahn mit Bombardier und Alstom eine Vereinbarung zur Lieferung von 445 weiteren Doppelstockwagen des Typs M7, die auf den M6-Wagen basieren und mit ihnen kombinierbar sein sollen. Die ersten Wagen sollen im Jahr 2018 ausgeliefert werden.
Siemens erhielt im Dezember 2021 den Auftrag, 64 der Triebzüge mit ETCS auszurüsten (ETCS Level 2 nach Baseline 3 M2).

## Technik
Die Wendezugsteuerung der M6-Wagen erfolgt über das UIC-Signalkabel. Die wendezugfähigen M6-Wagen verfügen über Ausrüstung für das European Train Control System. Die Steuerwagen besitzen +GF+-Kupplungen. Die M6-Wagen überschreiten das belgische Lichtraumprofil, sodass auf einigen Einsatzstrecken Anpassungen vorgenommen wurden oder werden. So wurden beispielsweise bei Inbetriebnahme der M6-Wagen 27 Tunnel der Bahnstrecke Liège–Aachen für 25 Millionen Euro renoviert und aufgeweitet.

### Erhöhung der zulässigen Höchstgeschwindigkeit auf 200km/h
Eine mögliche Höchstgeschwindigkeit von 200 km/h war bereits bei Bestellung der M6-Wagen im Lastenheft eingetragen. Zunächst erfolgte nur jedoch eine Zulassung für 160 km/h. Die nun für 200 km/h zugelassenen Wagen haben ein kürzeres Wartungsintervall, zudem werden bei der Wartung mehr Teile kontrolliert als bei den restlichen M6-Wagen. An den Seiten der schnelleren M6-Wagen wurde neben das Logo der NMBS/SNCB die Zahl 200 angeklebt, dies geschah auch, um die versehentliche Einreihung von 160 km/h-Wagen in 200 km/h schnelle Züge zu vermeiden.

## Ausstattung

Schemazeichnung der asymmetrischen Sitzplatz- und Fensteraufteilung

Die Innenausstattung der M6-Wagen wurde vom Komfortniveau her an die der I11-Wagen angelehnt. Sowohl in der ersten als auch in der zweiten Klasse ist eine 2+2-Bestuhlung eingebaut, sämtliche Sitze sind dabei vis-à-vis angeordnet. Die M6-Wagen sind klimatisiert, verfügen über elektronische Fahrgastinformationssysteme innerhalb und außerhalb des Zuges und ein geschlossenes Toilettensystem. Die Wagen des Typs M6 BD besitzen im unteren Deck ein Mehrzweckabteil, welches 33 orthogonal zur Fahrtrichtung angeordnete Klappsitze besitzt. Um einen barrierefreien Zugang zu gewährleisten, verfügen diese Wagen zusätzlich zu den zwei an den Wagenenden befindlichen Türen über eine dritte Tür im Niederflurbereich. Im Oberdeck der Wagen der ersten Serie befanden sich ursprünglich Raucherabteile der ersten und zweiten Wagenklasse. Nachdem am 1. Januar 2004 ein generelles Rauchverbot in belgischen Zügen eingeführt wurde, erfolgte eine Umzeichnung in einen gewöhnlichen 2. Klasse-Bereich, wobei die Ausstattung der ersten Klasse beibehalten worden ist.
Die Sitzaufteilung der M6-Wagen ist asymmetrisch. Dies ist ein Novum bei belgischen Schienenfahrzeugen. Um dennoch jedem Reisenden einen Fensterplatz zu gewähren und keine Wandfensterplätze hervorzurufen, wurde auch die Fensteraufteilung asymmetrisch gestaltet.

## Bilder

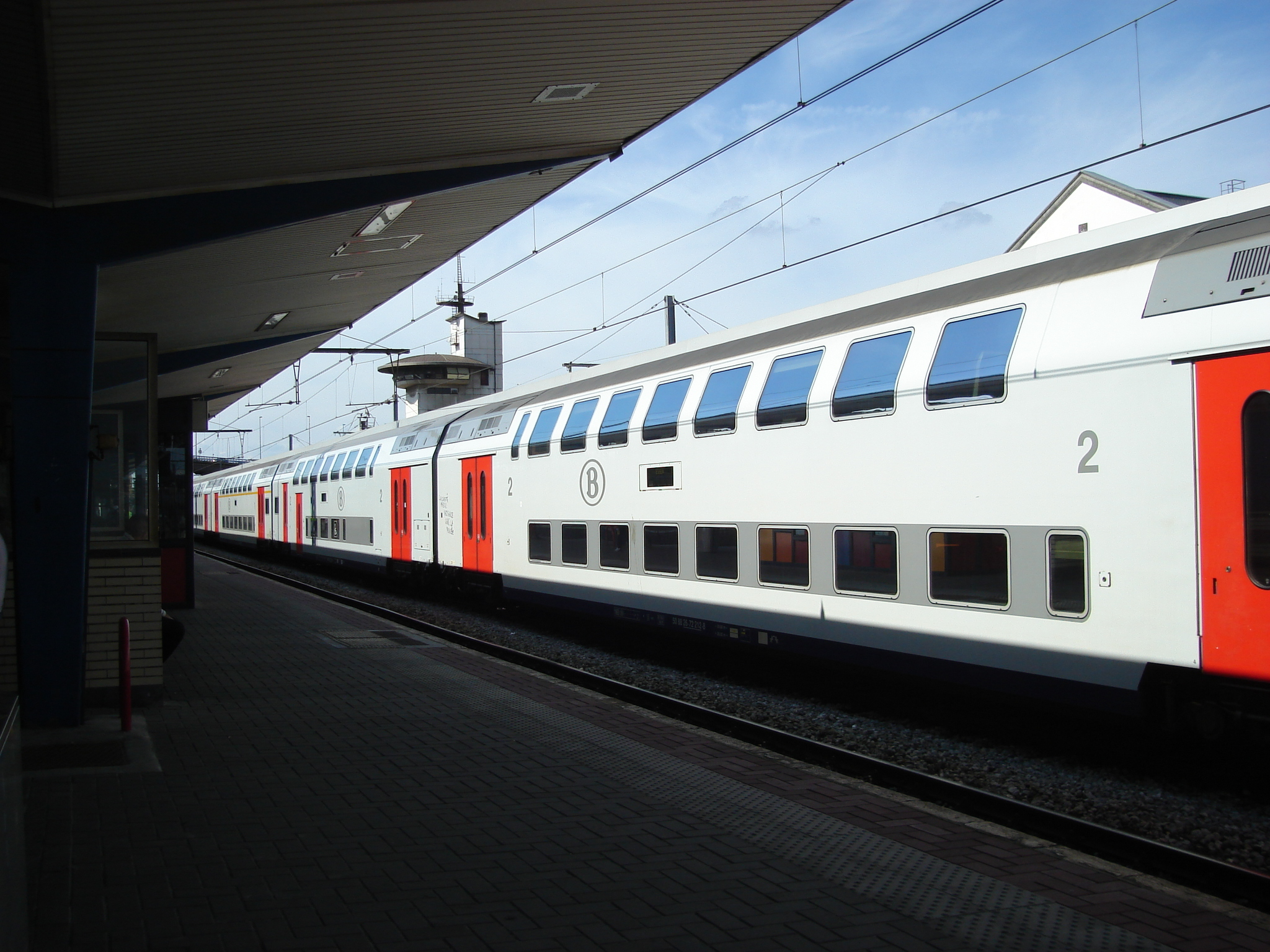
M6-Wagen in Charleroi
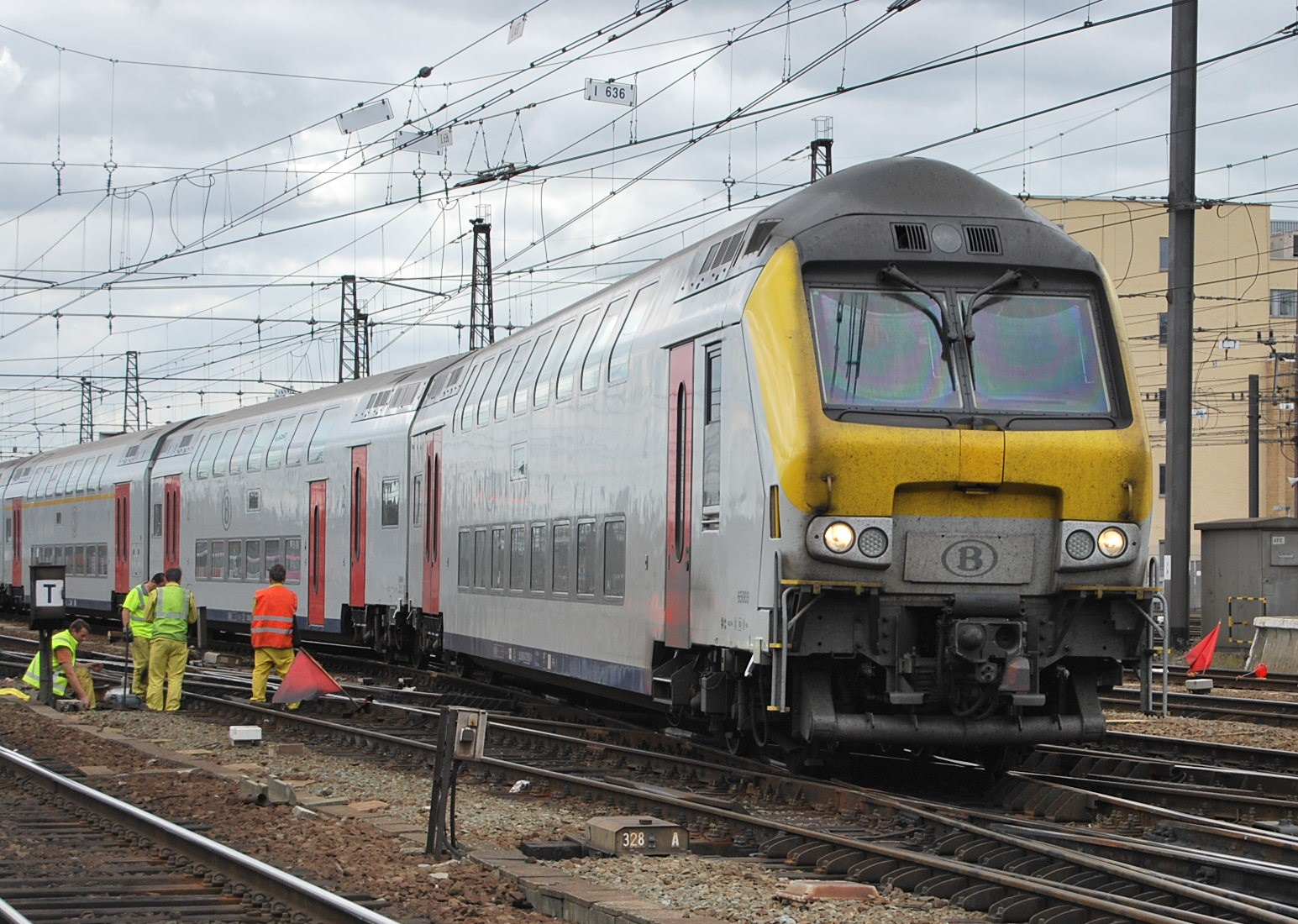
Steuerwagen in Brüssel Südbahnhof
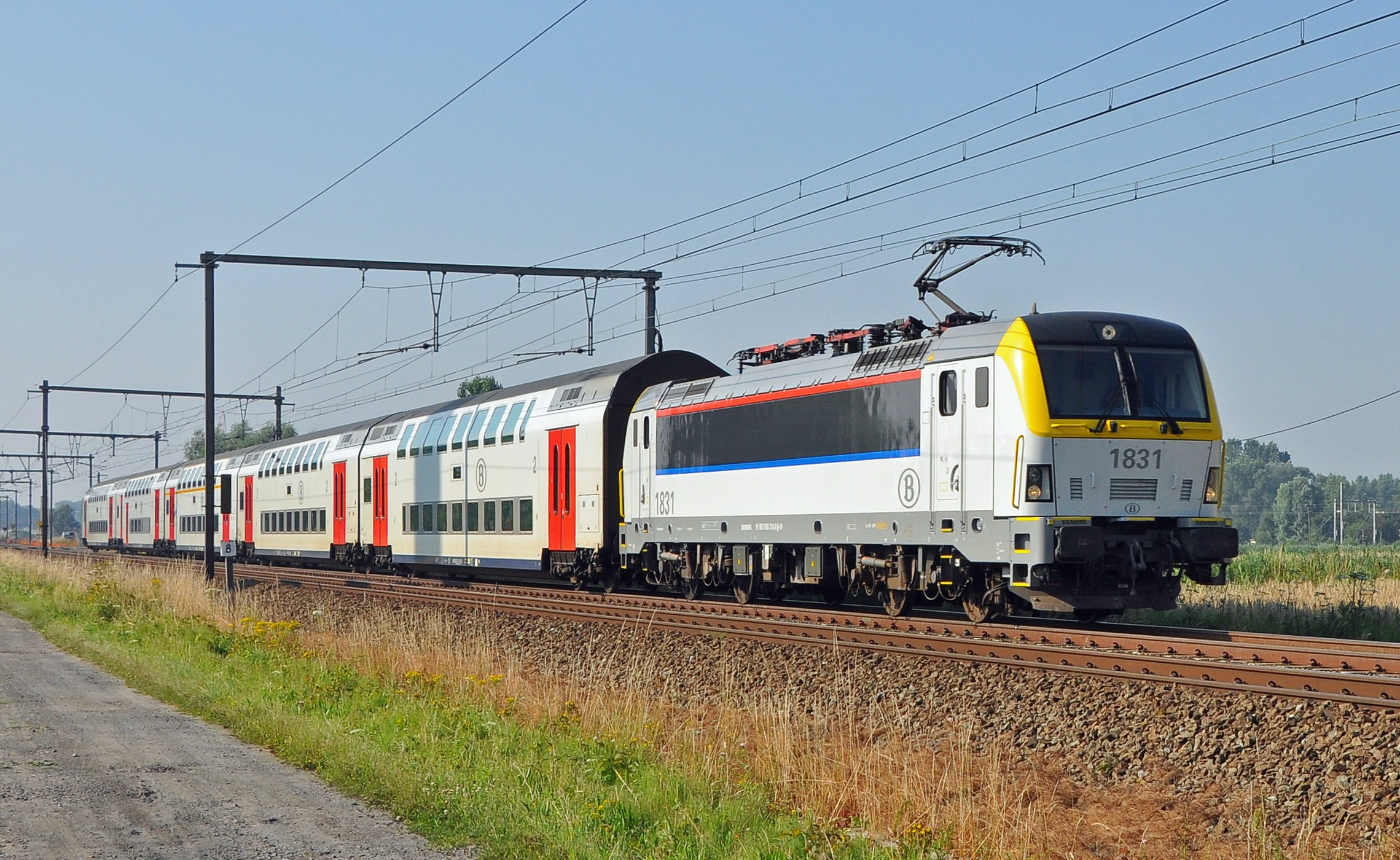
Reihe 18 mit M6-Wagen
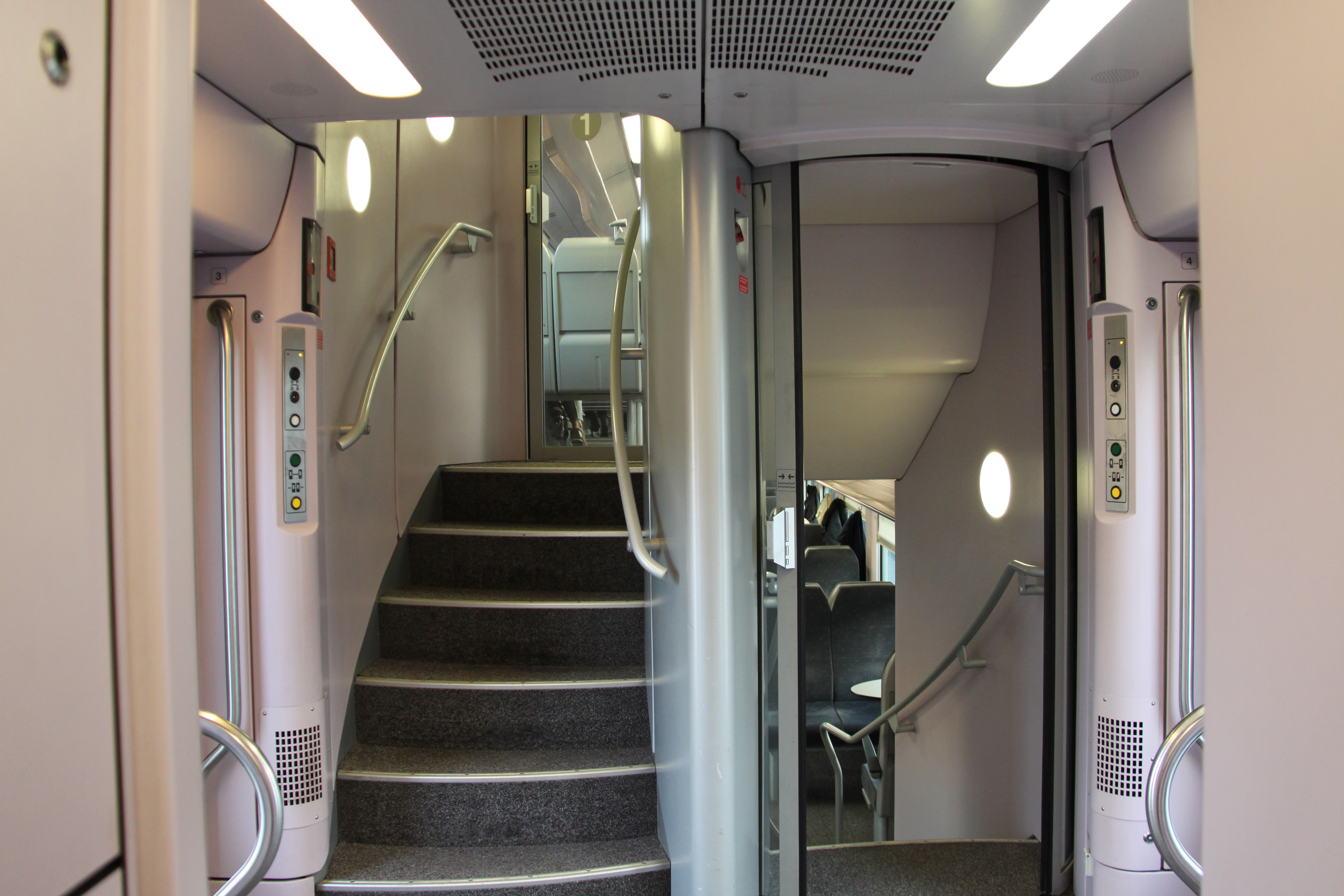
Eingangsbereich
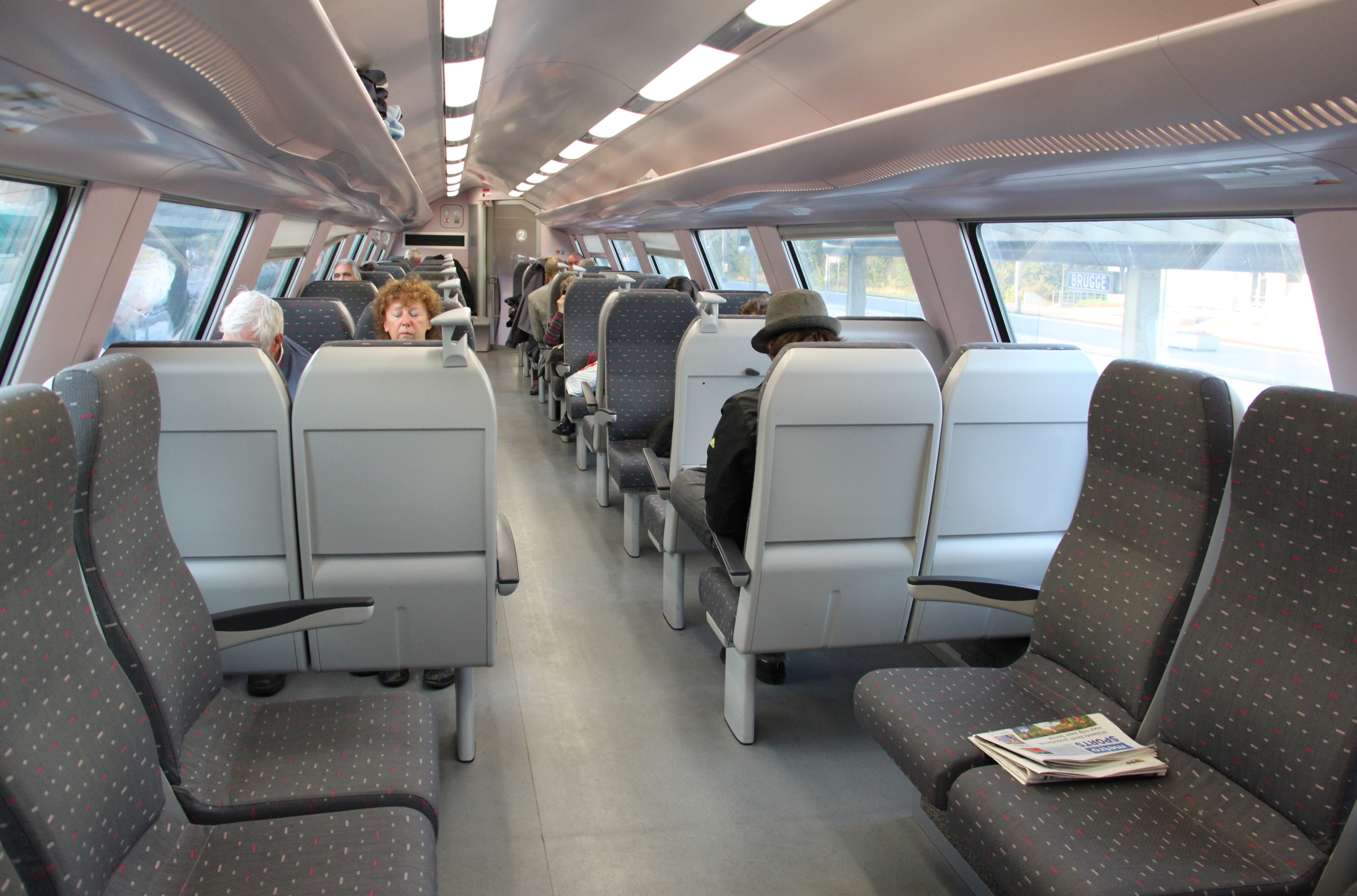
Oberdeck im Wagen zweiter Klasse